# Либерт, Кэти
Кэти Либерт (англ. Kathleen H. Liebert; род. 1 октября 1967, Нашвилл, Теннесси) — профессиональный игрок в покер, первая женщина в истории, выигравшая турнир с призом в $1 000 000.

## Юность
Кэти родилась в Теннесси, переехала и выросла в Лонг-Айленде, штат Нью-Йорк. Она окончила колледж Marist в Покипси, получив степень бакалавра по специальности «Бизнес и финансы». Затем она работала бизнес-аналитиком в компании Dun & Bradstreet, но уволилась, не выдержав офисной жизни. По совету матери «Делай, что нравится, и всё получится» Кетти занялась игрой на бирже. Успешные стоковые инвестиции позволили ей оставить свою работу и путешествовать по стране.

## Покер
Так Кэти оказалась в Лас Вегасе, а потом в Колорадо, где начала свою профессиональную карьеру игрока в покер. Она сначала играла $5-лимит в качестве обычного игрока, а потом получила предложение от казино стать оплачиваемым проп-игроком, поддерживающим активность за столами.
Благодаря поддержке друзей Кэти решила попробовать свои силы на турнире в Лас Вегасе и, к своему удивлению, финишировала на втором месте, играя в Омаху Хай-Лоу. Через неделю она впервые сыграла в турнир по Техасскому Холдему и снова оказалась на втором месте. За неделю Кэти выиграла 34 тысячи долларов.
Так началась её карьера профессионального игрока в турнирный покер. Она преуспела в телевизионных турнирах, таких как GSN series Poker Royale, популярный Poker SuperStars и World Poker Tour на Travel Channels. В 2002 году Кети выиграла первый турнир по лимитному покеру Party Poker Million с призом в 1 миллион долларов.
Кети Либерт пять раз оказывалась за финальным столом турниров World Poker Tour (WPT), включая третье место в 2005 году на 2005 Borgata Poker Open, став первой женщиной, дошедшей до 3-го места в турнире WPT.
В 2004 году на World Poker Tour Кэти Либерт выиграла золотой браслет в $1500-Лимитный Холдем ($1,500 limit Texas hold ‘em Shootout event). Она была одной из трех женщин (кроме Синди Виолетт и Энни Дюк), выигравших open event в WSOP в 2004 году. Либерт также выиграла 2005 Poker Royale: Battle of the Sexes (Битва Полов). 1 июня 2008 года Кэти попала за финальный стол $10,000 Pot-Limit Hold’em World Championship на WSOP 2008 и закончила на 3-м месте, заработав 306 064$.
В 2009 году Кэти заняла второе место на 2009 Shooting Stars tournament, играя за самым длинным финальным столом в истории WPT. В настоящее время Кэти продолжает участвовать в турнирах и уже выиграла более 5 500 000$.
Хотя Кэти выбрала карьеру покер-про, она все ещё занимается вложением капитала на фондовом рынке, а также у неё есть синий пояс по каратэ. Сейчас Кэти живёт в Лас Вегасе, Невада.